# Lisey története
Lisey története (Lisey's Story) Stephen King amerikai író 2006-ban megjelent regénye. Magyarul először az Európa Könyvkiadónál jelent meg a regény, Totth Benedek fordításában, 2008-ban.

## Cselekmény
Ahogyan King számos regényében és novellájában, ezúttal is egy író, mégpedig Scott Landon a regény egyik főszereplője, még akkor is, ha már a regény kezdetekor két éve halott. Felesége, Lisey – miután többé-kevésbé túltette magát a gyászon – úgy dönt, hogy nővére segítségével rendet rak férje szobájában, illetve felméri írói hagyatékát. Ennek során kibontakozik a szemünk előtt házasságuk története, Scott írói munkássága és gyermekkora is, ami óriási hatással volt egész életére.

## Műfaj
A könyv tartalmát ugyanolyan nehéz lenne visszaadni, mint meghatározni a műfaját. Szerelmi szál ugyanúgy szerepel benne, mint a King esetében gyakran felfedezhető horrorisztikus elemek, de a cselekmény egy része miatt a könyv a fantasy műfajába is besorolható.

## Érdekességek
A regény alapötlete a Stephen Kinget ért súlyos balesetet követő hazatérésekor fogant meg az íróban, amikor meglátta, hogy felesége, Tabitha a távolléte idején átrendezte a szobáját, és sok minden máshogy van, ahogyan ő azt hátrahagyta.

## Magyarul
- Lisey története; ford. Totth Benedek; Európa, Bp., 2008